# Софијско поље
Софијско поље (буг. Софийско поле), или Софијска котлина (буг. Софийска котловина), је висораван на западу Бугарске. Налази се на надморској висини од 500 до 600 метара. Ову равницу на северу и североистоку ограничава планина Балкан, на југоистоку Лозенска и Вакарелска планина, на југу и југозападу планине Вискар, Љулин и Витоша. На северозападу су узвишења која чине вододелницу. Површина Софијског поља је 1180 km². Постоји пет планинских превоја која воде у ову равницу: Искар, Владаја, Драгоман, Петровхан и Ботевград. 
Најзначајнији градови у Софијском пољу су: Софија, Елин Пелин, Сливница и Костинброд. 